# Circondario di Neumarkt in der Oberpfalz
Il circondario di Neumarkt in der Oberpfalz è il circondario più occidentale dell'Alto Palatinato in Baviera. È circondato da altri distretti rurali: Amberg-Sulzbach, Eichstätt, Kelheim, Nürnberger Land, Ratisbona e Roth.

## Città e comuni
(Abitanti il 31 dicembre 2023)
| Comuni del circondario | Città 1. Berching (9 063) 2. Dietfurt an der Altmühl (6 257) 3. Freystadt (9 345) 4. Neumarkt in der Oberpfalz, Große Kreisstadt (41 255) 5. Parsberg (7 667) 6. Velburg (5 553) | Comuni 1. Berg bei Neumarkt in der Oberpfalz (8 182) 2. Berngau (2 627) 3. Breitenbrunn (3 600) 4. Deining (5 394) 5. Hohenfels (2 358) 6. Lauterhofen (3 760) 7. Lupburg (2 568) 8. Mühlhausen (5 246) 9. Pilsach (2 960) 10. Postbauer-Heng (8 100) 11. Pyrbaum (5 832) 12. Sengenthal (4 112) 13. Seubersdorf in der Oberpfalz (5 398) |